# Lijst van betaaldvoetbalclubs in Italië
Dit is een overzicht van de meeste voetbalclubs die in het heden of het verleden hebben deelgenomen aan het betaalde voetbal in Italië. (Momenteel: Serie A, Serie B en Serie C)
Zie ook:
- Italiaans voetbalelftal

## A
- AS Acireale
- Polisportiva Adrano Calcio ONLUS
- Aglianese Calcio 1923
- Polisportiva Albalonga
- ASD Albese Calcio
- UC Albinoleffe
- USD Alcarno
- Alessandria Calcio
- Polisportiva Alghero
- AC Ancona Calcio
- SS Angri Calcio 1927
- AC Aprilia
- AC Arezzo Calcio
- US Ariano Irpino
- Armando Picchi Calcio
- AC Ars et Labor Grottaglie
- Polisportiva Arzachena
- Ascoli Calcio
- ASD Astrea
- Atalanta Bergamo
- AS Atletico Cagliari Calcio
- US Avellino 1912

## B
- AS Bari
- Città di Bassano del Grappa
- ASD Battipagliese
- Bellaria Igea Marina AC
- AC Belluno 1905
- Benevento Calcio
- ASD Bergamo Cenate SA
- AS Biellese 1902
- US Bitonto
- AC Boca San Lazzaro
- US Boiano
- Bologna FC 1909
- FC Bolzano 1996
- AC Borgomanero
- Brescia Calcio
- FB Brindisi 1912 SD

## C
- Cagliari Calcio
- Polisportiva Cagliese Calcio
- ASDFBC Calangianus 1905
- Caldiero Terme
- ASD Campobello
- FC Canavese
- US Caratese
- US Caravaggio
- AC Carpenedolo
- Carpi FC 1909 SRL
- Carrarese Calcio
- AS Casale Calcio
- Cascina Calcio
- SS Cassino 1927
- FC Casteggio Broni
- Castel di Sangro Calcio
- Castel San Pietro Terme Calcio
- AC Castellana Castelgoffredo
- Polisportiva Castellarano
- AC Castellettese
- GC Castelnuovo
- Calcio Catania
- US Catanzaro
- AC Cattolica Calcio
- Cavese Calcio 1919
- AS Cecina
- Celano FC Olimpia
- AC Centese
- ASD Cervia 1920
- AC Cesena
- Chiari Calcio
- Calcio Chieti
- AC Chievo Verona
- AC Chioggia Sottomarina
- Cisco Logidiani Calcio Roma
- AS Cittadella
- AC Cologna Veneta
- USC Colognese
- Polisportiva Comiso Calcio
- Como Calcio
- AC Cordignano
- AC Cosenza Calcio
- AS Cossatese
- US Cremonese
- Crevalcore Calcio
- FC Crotone
- AC Cuneo Calcio
- Cuoiopelli Cappiano Romaiano

## E
- ASCD Ebolitana 1925
- Empoli FC
- Virtus Entella
- AC Este
- USCD Eurocalcio Cassola

## F
- AC Fanfulla 1874
- Fano Calcio
- Feralpisalò
- ASD Ferentino Calcio
- Fermana Calcio
- AS Andria BAT
- AC Fiorentina
- AC Firenze Rondinella
- Calcio Foggia
- Foligno Calcio
- AC Follo Ceparana Vara Calcio
- US Forcoli
- Forlì Calcio
- Fortis Juventus
- AS Fortis Spoleto FC
- FC Francavilla
- ASD Frascati Calcio
- Frosinone Calcio

## G
- Gallipoli Calcio SRL
- Gela Juve Terranova
- Genoa FC 1893
- AS Giarre Calcio
- FC Giaveno
- Giugliano Calcio SS
- Giulianova Calcio
- US Grosseto FC
- SP Grottammare 1899
- Gualdo Calcio
- AS Gubbio 1910
- ACD Guidonia Montecelio

## H
- Hellas Verona FC

## I
- Igea Virtus Barcellonna AS
- FC Internazionale Milan
- AC Isola Liri
- US Itala San Marco
- US Ivrea Calcio

## J
- Jesolo Calcio
- SS Juve Stabia
- Juventus FC

## L
- SS Lanciano
- AS Latina Calcio
- USD Lavagnese 1919
- Polisportiva FC Lavello
- SS Lazio
- US Lecce
- Calcio Lecco 1912
- AC Legnano Calcio
- AS Livorno Calcio
- AS Lucchese Libertas
- AC Lumezzane

## M
- AC Maceratese
- UG Manduria Sport
- SS Manfredonia Calcio
- AC Mantova
- ASD Manzanese
- AC Martina
- US Massese 1919
- FC Matera
- Polisportiva Meletolese SE
- AS Melfi Calcio
- FC Messina
- ACD Mezzocorona
- ASD Mezzolara
- AC Milan
- Modena FC 1912
- Modica Calcio
- AC Monopoli
- Calcio Montebelluna
- UC Montecchio Maggiore
- US Calcio Montenero di Bisaccia
- Polisportiva Monterotondo Calcio
- Montevarchi Calcio Aquila 1902
- AC Montichiari Calcio
- AC Monza Brianza 1912
- Morro D'Oro Calcio

## N
- SSC Napoli
- ASD Narnese Calcio
- AG Nocerina
- Noicattaro Calcio
- Novara Calcio
- AS Nuorese Calcio
- SSD Nuova Avezzano Calcio
- Polisportiva Nuovo Campobasso Calcio
- AC Nuovo Terzigno

## O
- Oggiono Calcio
- Olbia Calcio
- US Olginatese
- USD Orbassano
- AS Orvietana Calcio
- AS Ostia Mare LC

## P
- Calcio Padova
- SS Paganese
- AC Palazzolo 1913
- US Città di Palermo
- Parma FC
- AC Pavia
- ASD Penne Calcio
- US Pergocrema
- US Pergolese
- US Pergolettese 1932
- Perugia Calcio
- Delfino Pescara 1936
- Piacenza Calcio
- Pisa Calcio
- AS Pisoniano
- AC Pistoiese
- AS Pizzighettone
- US Poggibonsi
- ASD Calcio Pomigliano
- US Pontedera 1912
- Pordenone Calcio
- Calcio Portosummaga
- AS Calcio Potenza -> Potenza Calcio
- AC Prato Calcio
- Pro Patria Gallaratese GB
- AC Pro Sesto
- Pro Vasto Calcio
- US Pro Vercelli Calcio

## R
- US Ragusa
- Ravenna Calcio
- Real Marcianise
- SS Real Montecchio
- AC Reggiana
- Reggina Calcio
- AC Renate
- Renato Curi Angolana
- Rende Calcio
- Polisportiva Reno Centese ASD
- FC Rieti
- Rimini FC
- ASD Rivignano
- ACSD Rodengo Saiano
- AS Roma Calcio
- FC Rossanese 1909
- Rovigo Calcio
- US Russi Calcio

## S
- SSD Sacilese Calcio
- Salernitana Calcio 1919
- ACSD Saluzzo
- SS Sambenedettese Calcio
- AC Sambonifacese Don Bosco
- UC Sampdoria Genoa
- San Felice AC Normanna
- San Marino Calcio
- AS San Paolo Bari
- Sangimignanosport SC
- AC Sangiovannese 1927
- FC Sangiuseppese
- AC Sangiustese
- Sanremese Calcio
- Sansepolcro Calcio
- AC Sansovino
- Sant'Arcangelo Calcio
- US Sanvitese
- SSD Sapri Calcio
- US Sassuolo Calcio
- FC Savoia 1908
- Savona Calcio
- ASD Scafatese Calcio
- Polisportiva Scillese 2003
- Seregno 1913
- AS Sestese Calcio ASD
- US Sestri Levante
- ASD Sibilla El Brazil Curna
- AC Siena
- US Siracusa
- Solbiatese Arno Calcio
- AC Solofra
- US Sorianese
- AS Sorrento Calcio
- SPAL Calcio
- ASD Spes Mentana
- Spezia Calcio 1906
- FC Südtirol

## T
- SP Tamai
- Taranto Sport
- Teramo Calcio
- Ternana Calcio 1925
- SS Tivoli Calcio 1919
- Tolentino Calcio
- Torino FC
- SEF Torres Calcio 1903
- AS Trapani
- Trentino Calcio 1921
- FBC Treviso
- US Triestina
- AS Trino Calcio
- SS Tritium 1908
- Turris ASD

## U
- Udinese Calcio
- SRL Urbino Calcio
- USO Calcio

## V
- FC Vado
- Polisportiva Val Di Sangro
- Valenzana Calcio
- US Vallagarina
- Valleverde Riccione FC
- Varese Calcio
- US Venafro
- AC Venezia Calcio
- AS Venturina
- ASD Verucchio
- US Vibonese Calcio
- Vicenza Calcio
- Vigevano Calcio
- Vigor Lamezia Calcio
- SS Villacidrese Calcio
- Polisportiva Viribus Unitis
- Polisportiva Virtus Castelfranco Calcio
- Vis Pesaro dal 1898
- US Viterbese 1908
- AS Viterbo Calcio
- FC Vittoria Calcio
- AC Voghera

## Z
Argentinië · 
België · 
Brazilië · 
Duitsland · 
Engeland · 
Frankrijk · 
India · 
Italië ·
Kroatië ·  
Nederland · 
Oostenrijk · 
Portugal · 
Schotland · 
Spanje · 
Turkije